# Heinrich Wilhelm Olbers
Heinrich Wilhelm Matthäus Olbers (Arbergen, cerca de Bremen, 11 de octubre de 1758 - Bremen, 2 de marzo de 1840) fue un médico y astrónomo alemán, principalmente conocido por la paradoja de Olbers.

## Semblanza
Olbers estudió medicina en Gotinga, donde fue alumno del matemático Abraham Gotthelf Kastner. Tras graduarse en 1780, empezó a practicar la medicina en Bremen, trabajo que continuó realizando hasta 1823. Por las noches, dedicaba su tiempo a la astronomía, observando el cielo nocturno desde el piso superior de su casa, que tenía habilitado como observatorio.
En 1797 descubrió un método para determinar las órbitas de los cometas que todavía se utiliza hoy en día. En 1802 localizó Ceres, que había sido descubierto, y acto seguido perdido, por Giuseppe Piazzi el año anterior. Lo encontró en la posición predicha por el gran matemático Carl Friedrich Gauss.
El 28 de marzo de 1802 descubrió y bautizó el segundo asteroide (2) Palas. Pensó que los dos cuerpos habían de estar relacionados y se puso a buscar más. El 29 de marzo de 1807 descubrió (4) Vesta y dejó que fuera Gauss quien le pusiera nombre. Formuló la hipótesis de que los asteroides eran fragmentos de un antiguo planeta que explotó. Actualmente, esta teoría no se considera muy probable.
El 1811 planteó la hipótesis de que la cola de los cometas estaría formada por partículas expulsadas del núcleo por alguna clase de fuerza y que la cola había de estar siempre en la dirección opuesta al Sol. Actualmente, se sabe que esto es así debido a la presión de radiación de la luz solar, un efecto que a la sazón todavía no se conocía.
El 6 de marzo de 1815 descubrió un cometa periódico bautizado en su honor (formalmente designado 13P/Olbers). En total, descubrió 5 cometas y calculó la órbita de 18.
En 1823 planteó la famosa paradoja (denominada paradoja de Olbers en su memoria) donde se pregunta: «¿Por qué el cielo nocturno es oscuro si existen infinitas estrellas que habrían de iluminarlo como si fuera de día?» Actualmente, es posible dar una respuesta razonada a esta pregunta en términos de los valores finitos de la velocidad de la luz y la edad del Universo y del desplazamiento hacia el rojo de la radiación del Big Bang.
En 1804 Olbers fue elegido  miembro de la Royal Society de Londres, miembro honorario extranjero de la Academia Estadounidense de las Artes y las Ciencias en 1822, y en 1827 miembro extranjero de la Real Academia de las Ciencias de Suecia.
Olbers fue diputado por sus conciudadanos para representarles en el bautismo de Napoleón II Bonaparte el 9 de junio de 1811. Era miembro del "Cuerpo Legislativo" en París en 1812 y 1813. Murió en Bremen a los 81 años de edad. Se casó dos veces y un hijo le sobrevivió.

## Epónimos
Los siguientes elementos astronómicos han sido bautizados en su honor:
- El asteroide (1002) Olbersia.
- El cráter Olbers en la Luna.[4]
- El cometa periódico 13P/Olbers.[5]
- Una zona oscura del asteroide (4) Vesta denominada Olbers Regio.

## Lecturas relacionadas
- Wikimedia Commons alberga una galería multimedia sobre Heinrich Wilhelm Olbers.
- Bessel, F. W. (1845). «Über Olbers. Von Herrn Geh. – Rath Bessel». Astronomische Nachrichten 22 (18): 265. Bibcode:1845AN.....22..265B. doi:10.1002/asna.18450221802.
- Cunningham, C. J. (2006). The Origin of the Asteroids: Olbers versus Regner. Star Lab Press. ISBN 0-9708162-5-1.
- Herschel, William (1800–1814). «Observations on the Nature of the New Celestial Body Discovered by Dr. Olbers, and of the Comet Which Was Expected to Appear Last January in Its Return from the Sun». Abstracts of the Papers Printed in the Philosophical Transactions of the Royal Society of London 1: 271-272. doi:10.1098/rspl.1800.0148.
- Lagrange, Eugène (July 1885). "Some Self-Made Astronomers". Popular Science Monthly. 27. Olbers is briefly mentioned.
- Lynn, W. T. (1907). «The Discovery of Vesta». The Observatory 30: 103-105. Bibcode:1907Obs....30..103L.

- Datos: Q75828
- Multimedia: Heinrich Wilhelm Olbers / Q75828